# Wild Wild Love
Wild Wild Love is een nummer van de Amerikaanse rapper Pitbull en de Amerikaanse muziekgroep G.R.L.. Het nummer werd geschreven door Pitbull, Ammar Malik, Lukasz Gottwald, Max Martin, Alexander Castillo Vasquez en Henry Walter.
Op 31 maart 2014 verscheen de videoclip op de Facebook-pagina van Pitbull. Opnames vonden onder meer plaats in Los Angeles en Miami.

## Hitnoteringen

### NederlandseSingle Top 100
| Positie: | 93 | 95 | 87 | uit |

## Verschijningsdata
| Land             | Releasedatum     | Formaat        | Label                      |
| ---------------- | ---------------- | -------------- | -------------------------- |
| Frankrijk        | 25 februari 2014 | Muziekdownload | Polo Grounds, Mr. 305, RCA |
| Italië           | 25 februari 2014 | Muziekdownload | Polo Grounds, Mr. 305, RCA |
| Spanje           | 18 maart 2014    | Muziekdownload | Polo Grounds, Mr. 305, RCA |
| Verenigde Staten | 18 maart 2014    | Radio          | Polo Grounds, Mr. 305, RCA |